# Campeonato Femenino de la Concacaf de 1998
El Campeonato Femenino de la Concacaf de 1998 fue la cuarta edición official donde la concacaf organizó un torneo entre selecciones femeniles. El torneo tuvo sede en Canadá, este torneo después se convertiría en la Copa de Oro Femenina de la Concacaf, que también es el torneo de eliminación para la Copa Mundial Femenina de Fútbol.

## Sede
| Toronto |                         |         |
| Toronto | Toronto                 | Toronto |
| ------- | ----------------------- | ------- |
| Toronto | Centennial Park Stadium |         |
| Toronto | Capacidad: 2 200        |         |
| Toronto |                         |         |

## Participantes
Participaron ocho selecciones nacionales de fútbol afiliadas a la Concacaf, divididas en dos grupos:
| Equipos participantes | Equipos participantes | Equipos participantes | Equipos participantes | Equipos participantes |
| --------------------- | --------------------- | --------------------- | --------------------- | --------------------- |
| Canadá                | Guatemala             | Martinica             | Puerto Rico           |                       |
| Costa Rica            | Haití                 | México                | Trinidad y Tobago     |                       |

## Resultados
Los horarios corresponden a la hora de Canadá (UTC-?)

### Primera fase

#### Grupo A
| Equipo      | Pts | PJ | PG | PE | PP | GF | GC |
| ----------- | --- | -- | -- | -- | -- | -- | -- |
| Canadá      | 9   | 3  | 3  | 0  | 0  | 39 | 0  |
| Guatemala   | 6   | 3  | 2  | 0  | 1  | 10 | 4  |
| Martinica   | 3   | 3  | 1  | 0  | 2  | 9  | 16 |
| Puerto Rico | 0   | 3  | 0  | 0  | 3  | 0  | 38 |

| Fecha                   | Lugar   | Local       | Resultado | Visitante   |
| ----------------------- | ------- | ----------- | --------- | ----------- |
| 28 de agosto de 1998    | Toronto | Canadá      | 21 – 0    | Puerto Rico |
| 28 de agosto de 1998    | Toronto | Martinica   | 0 – 2     | Guatemala   |
| 30 de agosto de 1998    | Toronto | Guatemala   | 8 – 0     | Puerto Rico |
| 30 de agosto de 1998    | Toronto | Canadá      | 14 – 0    | Martinica   |
| 1 de septiembre de 1998 | Toronto | Canadá      | 4 – 0     | Guatemala   |
| 1 de septiembre de 1998 | Toronto | Puerto Rico | 0 – 9     | Martinica   |

#### Grupo B
| Equipo            | Pts | PJ | PG | PE | PP | GF | GC |
| ----------------- | --- | -- | -- | -- | -- | -- | -- |
| México            | 7   | 3  | 2  | 1  | 0  | 12 | 5  |
| Costa Rica        | 6   | 3  | 2  | 0  | 1  | 7  | 5  |
| Trinidad y Tobago | 4   | 3  | 1  | 1  | 1  | 5  | 6  |
| Haití             | 0   | 3  | 0  | 0  | 3  | 3  | 11 |

| Fecha                   | Lugar   | Local             | Resultado | Visitante         |
| ----------------------- | ------- | ----------------- | --------- | ----------------- |
| 29 de agosto de 1998    | Toronto | México            | 3 – 2     | Costa Rica        |
| 29 de agosto de 1998    | Toronto | Haití             | 1 – 2     | Trinidad y Tobago |
| 31 de agosto de 1998    | Toronto | México            | 7 – 1     | Haití             |
| 31 de agosto de 1998    | Toronto | Trinidad y Tobago | 1 – 3     | Costa Rica        |
| 2 de septiembre de 1998 | Toronto | Costa Rica        | 2 – 1     | Haití             |
| 2 de septiembre de 1998 | Toronto | Trinidad y Tobago | 2 – 2     | México            |

### Fase Final
|  | Semifinales             | Semifinales             |   |            | Final                   | Final                   |  |
|  | 4 de septiembre de 1998 | 4 de septiembre de 1998 |   |            | 6 de septiembre de 1998 | 6 de septiembre de 1998 |  |
|  |                         |                         |   |            |                         |                         |  |
|  |                         |                         |   |            |                         |                         |  |
|  | Canadá                  | 2                       |   |            |                         |                         |  |
|  | Costa Rica              | 0                       |   |            |                         |                         |  |
|  |                         |                         |   |            |                         |                         |  |
|  |                         |                         |   |            |                         |                         |  |
|  |                         |                         |   |            | Canadá                  | 1                       |  |
|  |                         | México                  | 0 |            |                         |                         |  |
|  |                         |                         |   |            |                         |                         |  |
|  |                         |                         |   |            |                         |                         |  |
|  |                         |                         |   |            | Tercer lugar            |                         |  |
|  |                         |                         |   |            |                         |                         |  |
|  | México                  | 8                       |   | Costa Rica | 4                       |                         |  |
|  | Guatemala               | 0                       |   |            | Guatemala               | 0                       |  |

## Repechaje conConmebol
México al ser el subcampeón del torneo, debía enfrentar en un repechaje de ida y vuelta, al subcampeón de la Copa América Femenina de 1998, en este caso Argentina.
Las mexicanas derrotaron a las argentinas por un global de 6-3 y avanzaron a su primer mundial femenino.
| Fecha                   | Lugar           | Local     | Resultado | Visitante |
| ----------------------- | --------------- | --------- | --------- | --------- |
| 11 de diciembre de 1998 | Toluca de Lerdo | México    | 3 – 1     | Argentina |
| 19 de diciembre de 1998 | Buenos Aires    | Argentina | 2 – 3     | México    |

## Clasificadas a laCopa Mundial Femenina de Estados Unidos 1999
| Bandera de Estados Unidos | Bandera de Canadá       | Bandera de México                     |
| Estados Unidos            | Canadá                  | México                                |
| Anfitrión: 31/05/1996     | Clasificado: 06/09/1998 | Clasificado vía repechaje: 19/12/1998 |

## Estadísticas

### Tabla general
| Equipo | Equipo            | Pts. | PJ | PG | PE | PP | GF | GC | Dif. |
| ------ | ----------------- | ---- | -- | -- | -- | -- | -- | -- | ---- |
| 1      | Canadá            | 15   | 5  | 5  | 0  | 0  | 42 | 0  | +42  |
| 2      | México            | 10   | 5  | 3  | 1  | 1  | 20 | 6  | +14  |
| 3      | Costa Rica        | 9    | 5  | 3  | 0  | 2  | 11 | 7  | +4   |
| 4      | Guatemala         | 6    | 5  | 2  | 0  | 3  | 10 | 16 | -6   |
| 5      | Trinidad y Tobago | 4    | 3  | 1  | 1  | 1  | 5  | 6  | -1   |
| 6      | Martinica         | 3    | 3  | 1  | 0  | 2  | 9  | 16 | -7   |
| 7      | Haití             | 0    | 3  | 0  | 0  | 3  | 3  | 11 | -8   |
| 8      | Puerto Rico       | 0    | 3  | 0  | 0  | 3  | 0  | 38 | -38  |